# Pseudoniphargus adriaticus
Pseudoniphargus adriaticus is een vlokreeftensoort uit de familie van de Allocrangonyctidae. De wetenschappelijke naam van de soort is voor het eerst geldig gepubliceerd in 1955 door Karaman.